# Cờ chấp (cờ tướng)
Trong Cờ tướng, cờ chấp có nghĩa là nhường cho đối phương lợi thế về hình cờ hoặc quân lực, và người chấp cờ thường sẽ chơi cờ giỏi hơn người được chấp.

## Chấp quân
Chấp quân là hình thức chơi cờ mà người chơi bỏ quân trên bàn cờ, chấp nhận đối phương lợi hơn quân, dưới đây là một số chấp quân thường thấy

### Chấp một mã
Người chơi sẽ bỏ quân Mã ra khỏi bàn cờ.

### Chấp một pháo
Chấp Pháo sẽ khó hơn chấp Mã, bởi vì quân Pháo mạnh nhất ở giai đoạn khai cuộc, còn Mã thì lại kém phát huy được khi di chuyển chậm và bị cản bởi các quân khác.

### Chấp hai mã
Đây là loại cờ chấp dành cho những người chơi cờ rất giỏi khi đối thủ là một người có ít kinh nghiệm, trong cờ chấp này người chơi sẽ bỏ cả hai quân Mã ra khải bàn cờ.

### Chấp một xe
Người chơi sẽ bỏ quân Xe ra khỏi bàn.

## Chấp nước
Chấp nước hay chấp nước đi là hình thức chơi mà người chấp sẽ nhường cho đối phương đi trước 2 hoặc nhiều nước cờ, nhưng với điều kiện là ở những nước đi đầu tiên chấp, người được chấp không được bắt quân hoặc di chuyển quân qua sông.